# Natal (Lokomotive)
Die Lokomotive Natal der Natal Railway war die zweite Lokomotive auf dem Gebiet des heutigen Südafrika und am 26. Juni 1860 die erste, die einen öffentlichen Zug beförderte. Anders als spätere südafrikanische Lokomotiven war sie für Normalspur gebaut.
Die Lokomotive wurde 1944 aus erhaltenen Teilen rekonstruiert und ist heute im Bahnhof von Durban ausgestellt. 

## Geschichte
Für den Betrieb auf der etwa 3,2 km langen Strecke zwischen Durban und den Anlegestellen auf der  Point genannten Landzunge beschaffte die Natal Railway bei Carrett, Marshall & Co in Leeds, England, eine Tenderlokomotive, deren Teile im Mai 1860 in Durban eintrafen. Unter der Leitung von Henry Jacobs – in Personalunion Chefingenieur, Mechaniker und Fahrer – wurde sie zusammengesetzt.
Am 26. Juni 1860 wurde die Bahn eröffnet – als erste dampfbetriebene Eisenbahn in Südafrika. Die Natal war jedoch nicht die erste Dampflokomotive im Land, denn schon im September 1859 war in Kapstadt die Lokomotive eingetroffen, die heute als Blackie bekannt und als nationales Monument ebenfalls erhalten ist. 
1865 wurde die Natal von einer zweiten Lokomotive ähnlicher Bauart ergänzt, und nach einer Verlängerung der Bahn im Jahr 1874 kam noch eine dritte, größere Maschine dazu. 1876 stellte die Natal Railway ihren Betrieb ein und wurde von der Kolonialregierung übernommen, woraus die Natal Government Railways entstanden. Weil die Bahn auf Kapspur umgebaut wurde, konnten die drei Lokomotiven nicht mehr eingesetzt werden. 
Die Natal wurde 1878 an einen Farmer verkauft und per Schiff nach Port St Johns gebracht. Die Maschine sollte ein Sägewerk antreiben, doch dazu ist es wegen Protesten der Arbeiter nicht gekommen. Schließlich wurden ihre Teile vergraben und vergessen.
1943 gelang es, die Lokomotive aufzuspüren, und 1944 wurde sie geborgen und nach Durban gebracht, wo sie am 26. Juni eintraf – auf den Tag genau 84 Jahre nach ihrer ersten Fahrt. Anschließend wurde die Lokomotive in den Werkstätten der South African Railways restauriert. Während insbesondere der Rahmen, die Radsätze und die Zylinder erhalten waren, mussten andere Teile, insbesondere Kessel und Aufbau, neu angefertigt werden. Bereits Ende 1944 oder 1945 konnte die Lokomotive der Öffentlichkeit präsentiert werden.
Pläne, die Lokomotive in ein Eisenbahnmuseum außerhalb der Stadt zu bringen, stießen auf Proteste bei der Bevölkerung, und deshalb blieb die Natal in Durban. Heute steht sie in der Empfangshalle des Hauptbahnhofs.

## Technik
Die Natal ist eine Tenderlokomotive mit der Achsfolge B und wiegt ungefähr 12 t. Die auf die zweite Kuppelachse arbeitenden Zylinder sind stark geneigt angeordnet und befinden sich hinter den vorderen Rädern. Diese Anordnung ermöglicht es, dass die Treibstangen innerhalb der Kuppelstangen liegen. 
Charakteristische Merkmale der Lokomotive sind der konische Schornstein amerikanischer Bauart mit eingebautem Funkenfänger, der wegen der Feuerung mit Holz notwendig war, sowie der hohe Dampfdom. Der offene Führerstand hat heute kein Schutzdach mehr, ursprünglich oder zumindest nachträglich angebaut war ein solches wahrscheinlich vorhanden. 
Abweichend von den späteren kapspurigen Lokomotiven hat die Lokomotive wie in Europa üblich Puffer und eine Hakenkupplung.
Literatur: C.W. Francis Harrison, Natal An illustrated official railway guide and handbook of general informations, London, Payne Jennings, Regent House, Regent St., W. MDCCCCIII